# Szabolcs Zubai
Szabolcs Zubai, madžarski rokometaš, * 31. marec 1984, Mezőkövesd.
Leta 2010 je na evropskem rokometnem prvenstvu s madžarsko reprezentanco osvojil 14. mesto.